# Астрална подмуклост: Поглавље 2
Астрална подмуклост: Поглавље 2 (енгл. Insidious: Chapter 2) је амерички натприродни хорор филм из 2013, режисера Џејмса Вона и сценаристе Лија Ванела са Патриком Вилсоном, Роуз Берн, Лин Шеј, Барбаром Херши и Стивом Култеорм у главним улогама. Представља директан наставак првог дела из 2010. године.
Целокупна глумачка постава, као и ликови из претходног дела (укључујући Елизу Рајнер, њене помоћнике и породицу Ламберт) су се вратили и у овом филму, али се појављује и неколико нових ликова. Филм је добио претежно позитивне критике и остварио огромну зараду од 162 милиона долара, чиме је надмашио чак и први филм.
Захваљујући финансијском успеху који је остварио други део, франшиза је већ након непуне 2 године добила и треће остварење под насловом, Астрална подмуклост 3, које представља преднаставак прва два филма и на место главног лика поново поставља Елизу Рајнер.

## Радња
Године 1986. Елиза Рајнер долази у кућу породице Ламберт, по позиву свог пријатеља Карла и Лорејн Ламберт, како би помогла њеном сину Џошу. Она осећа присуство демона представљеног као Невеста у црном и објашњава да је једини начин да се помогне Џошу, да му се потисне један део сећања, који обухвата период када су почеле да се појављују натприродне појаве.
Године 25. касније, након дешавања из првог дела, Џошова супруга, Рене, објашњава полицији како је дошло до смрти Елизе Рајнер, али јој нико не верује. Џошово тело је и даље поседнуто духом серијског убице, Паркера Крејна, и када Лорејн то схвати, одмах контактира Елизиног старог пријатеља, Карла, да им помогне да поврате Џоша.

## Улоге
| Глумац                      | Улога                          |
| --------------------------- | ------------------------------ |
| Патрик Вилсон Гарет Рајан   | Џош Ламберт                    |
| Роуз Берн                   | Рене Ламберт                   |
| Лин Шеј Линдзи Сејм         | Елиза Рајнер                   |
| Барбара Херши Џоселин Донах | Лорејн Ламберт                 |
| Стив Култер Ханк Харис      | Карл                           |
| Ти Симпкинс                 | Далтон Ламберт                 |
| Ли Ванел                    | Спекс                          |
| Ангус Сампсон               | Такер                          |
| Ендру Астор                 | Фостер Ламберт                 |
| Данијела Бисути             | Мишел Крејн                    |
| Том Фицпатрик Тајлер Грифин | Паркер Крејн / Невеста у црном |
| Мајкл Бич                   | детектив Сендал                |
| Едвина Финдли               | мед. сестра Хилари             |
| Хорхе Паљо                  | Брајан                         |
| Присила Гарита              | Натали                         |
| Џена Ортега                 | Ени                            |
| Дени Родригез               | Алисон                         |